# Wolfgang Pillewizer
Wolfgang Pillewizer (* 4. Juli 1911 in Steyr; † 8. Februar 1999 in Wien) war ein österreichischer Kartograf, Geomorphologe, Glaziologe und Hochgebirgsforscher.

## Leben
Wolfgang Pillewizer wuchs in einem gebildeten und sehr fortschrittlichen Elternhaus auf. So war die Mutter, Michaela Pillewizer der erste eingeschriebene weibliche Student an der Technischen Hochschule in Graz und wirkte später zusammen mit dem Vater, dem Gymnasialdirektor Emerich Pillewizer an der Gründung und der Erhaltung mehrerer Mädchenschulen in Österreich mit.
Nach der Matura am Realgymnasium in Linz studierte Wolfgang Pillewizer von 1930 bis 1935 Geographie und Naturwissenschaften an der Universität Graz. Er war bereits zum 21. Januar 1932 der NSDAP (Mitgliedsnummer 781.925) und im selben Jahr der SA beigetreten, in der er es mindestens bis zum Truppführer brachte, ferner war er Mitglied des NSDDB. In Graz erfolgte am 21. Dezember 1934 seine Promotion zum Doktor der Philosophie sowie 1935 seine Prüfung für das höhere Lehramt. Von 1935 bis 1936 absolvierte er ein Probejahr als Lehrer am Realgymnasium in Graz, bevor er von 1937 bis 1939 als Assistent bei Richard Finsterwalder an der Technischen Hochschule in Hannover arbeitete, wo er an Expeditionen zum Jostedalsbre in Südwestnorwegen (1937) und nach Spitzbergen (1938) teilnahm. Von 1939 bis 1942 war Wolfgang Pillewizer als Referatsleiter für die Kartographische Abteilung des Reichsamtes für Landesaufnahme in Berlin tätig. 1940 habilitierte er sich für das Fach Geographie an der Universität Graz und wurde 1942 an der Technischen Hochschule in Hannover zum beamteten Dozenten für Geographie und Kartographie.
Am 1. April 1940 wurde Wolfgang Pillewizer zum Wehrdienst einberufen, konnte aber schon im Mai wieder fachlich tätig werden, als er als Angehöriger des Sonderkommandos Dora unter Otto Schulz-Kampfhenkel an einer Expedition in die libysche Sahara teilnahm. Anschließend wurde er in dessen „Forschungsstaffel z. b. V.“ übernommen, wo er in der Ukraine, auf dem Balkan, zuletzt in Nordnorwegen und in Finnisch-Lappland und anschließend als Hauptkartograph in der Zentrale tätig war. Im Jahre 1945 geriet er in amerikanische Kriegsgefangenschaft, wo er bis 1947 verblieb.
Von 1947 bis 1957 war Wolfgang Pillewizer Leiter der Kartographischen Abteilung, dann technischer Leiter der Karl Wenschow GmbH, Geographische Anstalt in München. Im Jahr 1954 leitete er die wissenschaftliche Gruppe der deutsch-österreichischen Himalaja-Karakorum-Expedition.
1958 erhielt Wolfgang Pillewizer den Ruf an die damalige Technische Hochschule Dresden und übernahm dort den Lehrstuhl für Kartographie. Nachdem der Lehrstuhlinhaber Günther Köhler unerwartet verstorben war, wurde Wolfgang Pillewizer im September 1958 die kommissarische Leitung des Geographischen Instituts übertragen, die er bis zur Übernahme des Lehrstuhls durch Ernst Neef im Oktober 1959 innehatte. 1960 wurde er darüber hinaus der erste Direktor des neu entstandenen Instituts für Kartographie der Technischen Hochschule, ab 1961 Technische Universität Dresden. Auf Grund der 3. Hochschulreform in der Deutschen Demokratischen Republik (DDR) wurde das Institut für Kartographie im Herbst 1968 in Wissenschaftsbereich Kartographie umbenannt und der neu gegründeten Sektion Geodäsie und Kartographie unterstellt. Wolfgang Pillewizer blieb Bereichsleiter für den Wissenschaftsbereich und wurde darüber hinaus Stellvertreter des Sektionsdirektors für Planung und Leitung der Wissenschaft und ab 1969 Stellvertreter des Direktors der Sektion Walter Zill. Auf Grund der Entwicklung der politischen Verhältnisse in der DDR, der Verschärfung der Geheimhaltungsbestimmungen für topografische Karten sowie wegen Plänen zur Einführung des Wahlfaches Kartographie für Geodäsiestudenten an der Technischen Hochschule Wien entschloss sich Wolfgang Pillewizer 1970, den Lehrstuhl für Kartographie in Dresden aufzugeben und – nachdem er für ein Semester vertretungsweise die Lehrverpflichtungen eines vakanten Lehrstuhls für Geographie in Göttingen übernommen hatte – als Professor nach Wien zu gehen. Von 1971 bis 1981 war er Ordinarius am neuen Institut für Kartographie und Reproduktionstechnik der Technischen Hochschule, ab 1975 Technische Universität Wien, dessen Aufbau seinen ganzen Einsatz forderte.
Wolfgang Pillewizers besonderes Interesse galt der Gletscherforschung und der Nutzung der Photogrammetrie insbesondere für die Hochgebirgs- und Gletscherkartografie. Er war Teilnehmer an Hochgebirgs- und Polarexpeditionen und leitete die ersten selbständigen Polarexpeditionen der DDR 1962 und 1964 nach Spitzbergen. Während seiner Tätigkeit in Dresden weitete er sein Tätigkeitsfeld auch in Richtung der thematischen Kartografie aus. Nach Wolfgang Pillewizer wurden zwei Punkte auf Spitzbergen benannt – der Pillewizerfjellet war einer der Hauptmesspunkte aus dem Jahre 1938 und Pillewizerknatten heißt ein Punkt für Geschwindigkeitsmessungen am Gänsegletscher. Außerdem wurde nach ihm 1988 ein Gratsporn der Venedigergruppe in Österreich – der 3000 m hohe Pillewizer, ca. 2 km nördlich des Großvenedigers – benannt, wo er glaziologische Vermessungsarbeiten am Untersulzbachkees betrieben hatte.
Wolfgang Pillewizer war verheiratet und hinterlässt einen Sohn und eine Tochter. Er wurde am Hietzinger Friedhof bestattet.

## Veröffentlichungen (Auswahl)
Die Bibliografie von Wolfgang Pillewizer umfasst etwa 30 wissenschaftliche Arbeiten und mehrere populärwissenschaftliche Bücher. Hier eine Auswahl:
- Die kartographischen und gletscherkundlichen Ergebnisse der deutschen Spitzbergen-Expedition (Habilitation). 1940.
- Zwischen Wüste und Gletschereis. Deutsche Forscher im Karakorum. 1960, 2. Auflage 1961.
- Gletscherland in der Arktis. 1965.
- Die thematische Landeskartierung. In: Vermessungstechnik, Bd. 16, Nr. 6, 1968, S. 217–223 und Nr. 7, 1968, S. 271–273.
- Thematische Aufnahmekarten als Folgeproduktion der topographischen Kartierung. In: Wissenschaftliche Zeitschrift der TU Dresden. Bd. 19, Nr. 1, 1970, S. 141–144.

## Ehrungen
- Österreichisches Ehrenkreuz für Wissenschaft und Kunst I. Klasse
- Hermann-Haack-Medaille der Geographischen Gesellschaft der Deutschen Demokratischen Republik
- Pakistanische Silberne Ehrenmedaille
- Ehrenmitglied der Österreichischen Geographischen Gesellschaft

## Anmerkung
1. ↑  Bei Petschel wird der 2. Februar als Sterbedatum genannt. Da aber das in anderen Quellen genannte Datum 8. Februar auch von der Todesanzeige bestätigt wird, dürfte dies wohl das korrekte Datum sein.